# Spoorlijn Leeuwarden - Stavoren
De Spoorlijn Leeuwarden - Stavoren is door de overheid aangelegd als onderdeel van de derde staatsaanleg van spoorwegen in Nederland. De spoorlijn, die Leeuwarden met Stavoren verbindt, is tussen 1883 en 1885 in gebruik genomen.
Hoewel het toentertijd een belangrijke nationale verbinding was, is het tegenwoordig een van de Noordelijke Nevenlijnen, die net als de andere wordt geëxploiteerd door Arriva met WINK treinstellen.

## Geschiedenis
De spoorlijn werd aangelegd om een aantal plaatsen in de Friese Zuidwesthoek te ontsluiten. Belangrijkste reden was echter de aansluiting op de veerdienst Enkhuizen - Stavoren. Deze vaarverbinding werd op 15 juli 1886, een jaar na de opening van de spoorlijn Zaandam - Enkhuizen, in gebruik genomen. Hiermee ontstond er een nieuwe reismogelijkheid tussen Amsterdam en Leeuwarden. Het enige probleem was dat de spoorlijn tussen Leeuwarden en Stavoren net als de meeste Staatslijnen werd geëxploiteerd door de Staatsspoorwegen en de spoorlijn aan de overzijde van de toenmalige Zuiderzee door de HIJSM. In 1890 werd de exploitatie op verschillende spoorlijnen opnieuw verdeeld en kreeg de HIJSM ook de exploitatie op de spoorlijn Leeuwarden - Stavoren toebedeeld. Hiermee zette de maatschappij voor het eerst voet op Friese grond. De aansluiting op de veerdiensten kon hierna worden verbeterd en de verbinding vormde goede concurrentie met de verbinding van de SS via de Centraalspoorweg.
De veerdienst werd in 1899 geschikt gemaakt voor het vervoer van goederenwagens. Door het succes van de verbinding werden vanaf 1909 drie veerponten voor goederenvervoer ingezet. Ook het reizigersvervoer vond uiteindelijk plaats met drie schepen. Door de intensievere samenwerking tussen de spoorwegmaatschappijen en de opening van de Afsluitdijk verdween het belang van de verbinding in de jaren dertig snel. Het goederenvervoer met de veerponten werd op 1 april 1936 beëindigd. De veerponten voor reizigers bleven varen, maar werden niet langer door de NS zelf geëxploiteerd. De spoorlijn Leeuwarden - Stavoren werd een regionale zijlijn.
Het traject tussen Leeuwarden en Stavoren werd in 1975 voorzien van ter plaatse bediend relaisblokstelsel (TPRB).

## Stations en gebouwen

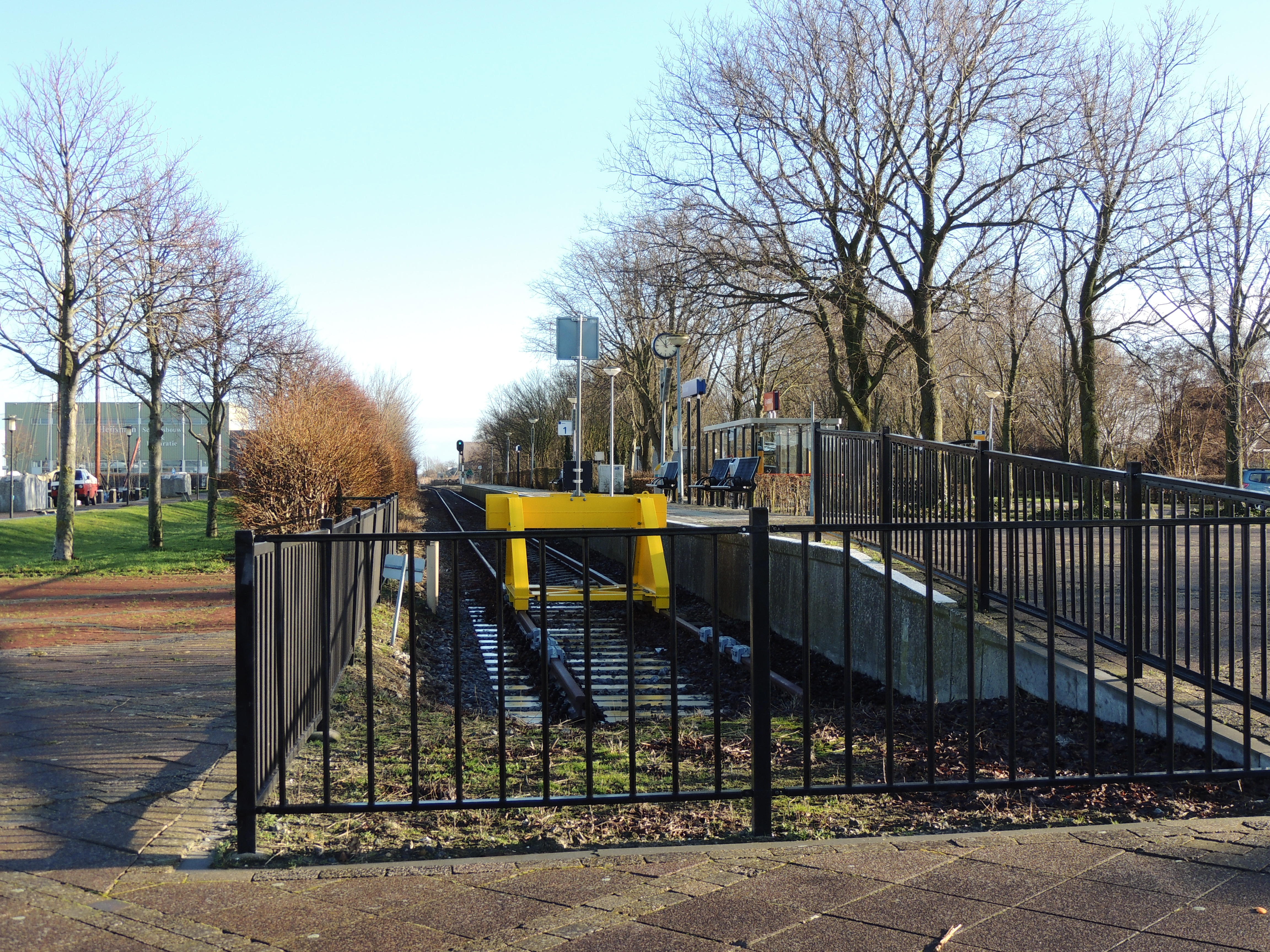
Einde van de lijn in Stavoren

In Leeuwarden wordt gebruikgemaakt van het bestaande station dat gebouwd is aan de staatslijnen A en B. Sneek en Workum krijgen bij de opening van de spoorlijn grote stationsgebouwen. Beide stations vertonen veel gelijkenissen met elkaar. Gezien de functie van overstapstation en het belang van de spoorlijn krijgt Stavoren een zeer groot stationsgebouw.
Station Mantgum wordt voorzien van een klein standaard stationsgebouw dat gelijk is aan station Loppersum. Ook Bozum, IJlst, Oudega en Hindeloopen krijgen een stationsgebouw van dit type. De stations Jellum-Boxum en Koudum-Molkwerum krijgen een kleinere versie van dit gebouw.
In 1938 worden behalve Sneek alle stations en stopplaatsen tussen Leeuwarden en Workum gesloten. Dat jaar wordt ook station Koudum-Molkwerum gesloten. Tijdens de Tweede Wereldoorlog worden de meeste stations vanwege de brandstofschaarste weer tijdelijk, vaak voor enkele maanden, opengesteld. Station Koudum-Molkwerum wordt hierbij definitief heropend. In 1958 wordt het stationsgebouw vervangen door een nieuw stationsgebouw van het standaardtype Velsen-Zeeweg. Dat jaar wordt ook het voormalige stationsgebouw van Bozum gesloopt.

### Saneringen en heropeningen
In de jaren 60 en 70 wordt een groot aantal emplacementen vereenvoudigd en vervangt de NS een groot aantal oude stationsgebouwen. De oude gebouwen zijn door hun omvang en staat van onderhoud vaak te duur geworden, daarnaast zijn de gebouwen vaak niet meer efficiënt te gebruiken. De spoorlijn Leeuwarden - Stavoren wordt hierbij grondig gezuiverd. In 1973 worden de stationsgebouwen van Workum, Hindeloopen en Stavoren gesloopt. Ook het nieuwe stationsgebouw van Koudum-Molkwerum ontkomt niet aan de slopershamer. In tegenstelling tot veel andere stations verschijnt, behalve een verwarmde abri geen vervangende nieuwbouw op de vrijgekomen locaties. Dat jaar worden tevens de voormalige stationsgebouwen van Mantgum en Oudega gesloopt. Datzelfde jaar wordt Mantgum wel weer als station heropend. In Sneek wordt dat jaar de nieuwe voorstadshalte Sneek Noord geopend.
In 1985 wordt IJlst opnieuw in het spoorboekje opgenomen. De halte ligt een paar honderd meter ten noorden van de locatie van het oude station waarvan het gebouw in 1954 is afgebroken.

## Dienstregeling
Nadat het belang van de veerdienst in de jaren 30 verdween, werd de spoorlijn Leeuwarden - Stavoren van nationale hoofdlijn gedegradeerd tot een regionale zijlijn. De treindienst over het Friese platteland stelde voortaan nog maar weinig voor. Lange tijd werd tussen Leeuwarden en Sneek in een uurdienst gereden. Een groot deel van de treinen reed ook door naar Stavoren. Vanaf de invoer van de consequente dienstregeling bij Spoorslag '70 werd tussen Leeuwarden en Stavoren in een uurdienst gereden. In de spits reden een aantal extra treinen tussen Leeuwarden en Sneek. Na de (her)opening van de stations Mantgum en Sneek Noord wordt een halfuursdienst tussen Leeuwarden en Sneek ingevoerd. Hierbij werd eenmaal per uur doorgereden naar Stavoren. De pendeltreinen tussen Leeuwarden en Sneek rijden vanaf mei 1977 niet meer op zondag.
In 1997 werd in opdracht van Talbot het prototype treinstel Talent getest in de treindienst Leeuwarden - Sneek.
De treindienst wordt sinds 1999 verzorgd door NoordNed. In 2003 neemt Arriva Personenvervoer Nederland alle aandelen in dit bedrijf over en vanaf 2005 verdwijnt de merknaam NoordNed. De dienstregeling kreeg eind 2006 een ligging die ongeveer een kwartier eerder was dan voorheen.
Vanaf 13 december 2010 rijden er op maandag t/m vrijdag tussen Leeuwarden en Sneek drie treinen per uur.
De Friese Stoomtrein Maatschappij (FStM) had plannen om vanaf 2012 toeristische stoomtreinen te gaan rijden tussen Sneek en Stavoren. Door het faillissement van FStM op 2 november 2011 werden die plannen niet gerealiseerd.

## Materieelinzet
Op de regionale spoorlijnen rondom Leeuwarden vindt lange tijd voornamelijk spoorvervoer met stoomtractie plaats. Pas in 1954 wordt ook tussen Leeuwarden en Stavoren het dieselelektrische stroomlijnmaterieel geïntroduceerd. Op de verbinding komen vanaf dat jaar de DE 1 motorrijtuigen en DE 2 treinstellen te rijden.
Als oplossing voor de relatief dure exploitatie van de onrendabele Noordelijke Nevenlijnen worden de Wadlopers ontwikkeld. Deze motorrijtuigen en treinstellen nemen begin 1983 de treindienst tussen Leeuwarden en Stavoren over. Ook na de overname van de exploitatie door NoordNed en Arriva blijven de Wadlopers op de verbinding rijden. Vanaf 2007 zette Arriva de zogenaamde Spurt treinstellen in op de spoorlijn. Sinds 2021 wordt er met blauwe WINK-treinen gereden.

## Ongeval
Op 25 juli 2010 reed in Stavoren, een slijptrein van Speno door een stootblok. De trein schoot vervolgens tachtig meter door, daarbij een in zijn weg staande lege tankauto-aanhanger voor zich uitduwend. Ten slotte werd een 30 meter breed gat geslagen dwars door een watersportwinkel. Bij dit ongeval raakten twee personen lichtgewond. Niet de Italiaanse machinist van de trein maar de Nederlandse begeleider zou voor dit ongeval vervolgd worden. Aanvankelijk meldde het OM nog dat het de machinist wel zou vervolgen, maar kwam daar op terug. Uit onderzoek van het Korps landelijke politiediensten (KLPD) bleek dat er meer mis was op het spoorbaanvak. Spoorwegbeheerder ProRail trok voor ten minste vier weken de vergunning in van het bedrijf Spoorflex dat beveiligers leverde voor werktreinen.